# Бараха, Рубен
Рубе́н Бара́ха Ве́гас (исп. Rubén Baraja Vegas; род. 11 июля 1975[…], Вальядолид, Кастилия и Леон, Испания) — испанский футболист, центральный полузащитник, тренер. С 2000 по 2006 год выступал за национальную сборную Испании, провёл за неё 43 матча и забил 7 мячей.

## Карьера игрока
Бараха начинал играть в футбол в своём родном городе за «Вальядолид», в период с 1993 по 1996 год провёл за клуб в чемпионате 41 матч и забил два мяча. Затем полузащитник оказался в мадридском «Атлетико», однако первые три года играл за дублёров. В сезоне 1999/2000 провальное выступление «Атлетико» в чемпионате позволило Барахе попасть в основной состав команды и проявить себя в полной мере. Клуб покинул высшую лигу, однако смог продать недавнего дублёра в «Валенсию» за рекордные для последней 11,1 млн долларов.
Уже в первом сезоне за новый клуб Бараха стал ключевым игроком команды и дошёл до финала Лиги чемпионов, в котором «Валенсия» уступила «Баварии» в серии пенальти. В следующем году он помог «Валенсии» впервые за 31 год выиграть чемпионат Испании, став лучшим бомбардиром клуба с 7 забитыми мячами в 17 играх. В сезоне 2003/2004 он забил 8 мячей, а «Валенсия» вновь стала чемпионом и выиграла Кубок УЕФА. С 2006 года Бараху преследовали травмы, из-за которых он, в частности, пропустил Чемпионат мира по футболу 2006.
Летом 2010 года закончился контракт Барахи с «Валенсией». Матч 38-го тура чемпионата Испании (сезон 2009/10) против «Тенерифе» (1:0) стал последним в карьере центрального полузащитника, объявившего об уходе из профессионального спорта.
Всего за десять сезонов в клубе Рубен Бараха провёл более 250 игр и забил 41 гол только в первенстве Испании.
На счету футболиста два титула чемпиона Испании, один Кубок Испании, Кубок и Суперкубок УЕФА — все эти трофеи игрок завоевал с «Валенсией», а единственным турниром, который так и не покорился ни Барахе, ни «Валенсии» за это время, стала Лига чемпионов УЕФА.

## Карьера тренера
12 июля 2015 года Рубен Бараха стал новым тренером «Эльче», который находился во втором испанском дивизионе. Приведя команду к 11 месту, Бараха не захотел оставаться в команде на следующий сезон.
8 ноября 2016 года он возглавил «Райо Вальекано».

## Достижения
Командные
Валенсия:
- Чемпион Испании (2): 2001/02, 2003/04
- Обладатель Кубка УЕФА: 2004
- Обладатель Суперкубка УЕФА: 2004
- Обладатель Кубка Испании: 2008
- Финалист Лиги чемпионов: 2001